# Nový židovský hřbitov v Praze-Libni
Nový židovský hřbitov v Praze-Libni se nachází na rozhraní Libně a Kobylis mezi ulicemi Střelničná a Na Malém klínu, nedaleko Davídkovy ulice.
Hřbitov byl založen roku 1892 či 1893. Poslední pohřeb se zde konal v roce 1975. Původní plocha hřbitova činila 6 460 m2, po 2. světové válce však došlo k jeho zmenšení na pouhých 4 184 m2. Na této ploše se dochovalo asi 300 náhrobních kamenů.
Do areálu se dříve vcházelo obřadní síní původně v novorománském slohu. Ta je nyní přestavěna na hostel. V areálu se dochovala původní brána. Nynější vstup je z ulice Na Malém klínu.
Na hřbitově je pochován českožidovský spisovatel Vojtěch Rakous, autor humoristické knihy Modche a Rézi. Vojtěch Rakous v Libni obchodoval s obuví.